# رابرت کورنوگ
رابرت کورنوگ (انگلیسی: Robert Cornog؛ زاده ۱۹۱۲ درگذشته ۱۹۹۸) یک فیزیک‌دان بود.